# 蓝翎
蓝翎（1931年7月3日—2005年2月8日），原名杨建中，男，山东单县人，中华人民共和国文艺评论家、杂文家。

## 生平
蓝翎是山东单县杨集人。1949年6月，蓝翎考入中共中央山东分局领导的华东大学社会科学院三部，后华东大学并入山东大学，蓝翎入山东大学中文系。1953年毕业后，于同年被分配到北京师范大学工农速成中学任教师。
1954年，蓝翎和山东大学中文系同学李希凡合著《关于〈红楼梦简论〉及其它》、《评〈红楼梦研究〉》并发表。这两篇文章受到毛泽东的肯定。此后，蓝翎被调入《人民日报》社文艺部任职。1955年加入中国作家协会。1957年，被划为右派分子，1958年下放唐山柏各庄农场劳动改造。1961年4月，被召回《人民日报》社，不久被分配至河南商业部门任职。1978年，蓝翎的右派问题获得平反。
1980年5月，蓝翎调回《人民日报》社，历任文艺部编辑、评论组组长、党支部书记、副主任、主任及《人民日报》社第二届纪委副书记。1984年，蓝翎在第四次全国文艺代表大会上当选为中国作家协会理事，后来还任中国作家协会第五届全国委员会委员。1986年，蓝翎被评为高级编辑，1991年8月离职休养，1992年10月享受政府特殊津贴。
2005年2月8日，蓝翎在北京病逝，享年74岁。

## 著作
- 《红楼梦评论集》（与李希凡合著）
- 《了了录》
- 《龙卷风》